# Шэньчжэньский метрополитен
Шэньчжэньский метрополитен (кит. 深圳地铁) — система внеуличного скоростного транспорта в городе Шэньчжэнь, Китай. Открыта 28 декабря 2004 года, стала пятым метрополитеном в континентальном Китае. Сегодня система состоит из 373 станций на 16 линиях общей протяжённостью 555 км. Все линии управляются компанией Shenzhen Metro Company (SZMC), кроме Четвёртой линии, которая была передана под управление шэньчжэньского филиала MTR Corporation с 1 июля 2010 года на 30 лет. Ежедневно поезда шэньчжэньской подземки перевозят 5-6 миллионов пассажиров. На всех станциях установлены платформенные раздвижные двери.

## Линии
В метрополитене 12 линий, связанных между собой 42 пересадочными узлами. Линии 1 и 4 также имеют трансграничные пересадки на Восточную линию Гонконгского метрополитена, где осуществляется таможенный контроль при пересечении границы с Гонконгом. Со станции «Лоху» пересадка на гонконгскую станцию «Лову», со станции «Хуанган» — на станцию «Локмацзау».
| Линия | Участок                    | Год открытия | Год открытия последней станции | Число станций | Длина, км |
| ----- | -------------------------- | ------------ | ------------------------------ | ------------- | --------- |
| 1     | Luohu — Airport East       | 2004         | 2011                           | 30            | 41,04     |
| 2     | Chiwan — Xinxiu            | 2010         | 2011                           | 29            | 35,78     |
| 3     | Yitian — Shuanglong        | 2010         | 2011                           | 30            | 41,66     |
| 4     | Futian Checkpoint — Qinghu | 2004         | 2011                           | 15            | 19,96     |
| 5     | Chiwan — Huangbeiling      | 2011         | 2019                           | 34            | 47,393    |
| 6     | Songgang — Science Museum  | 2020         | 2020                           | 28            |           |
| 7     | Xili Lake — Tai’an         | 2016         | —                              | 27            | 30,173    |
| 9     | Qianwan — Wenjin           | 2016         | 2019                           | 32            | 36,18     |
| 11    | Futian — Bitou             | 2016         | —                              | 18            | 51,936    |
| Всего | Всего                      | Всего        | Всего                          | 215           | 303,4     |

- 28 декабря — открытие линии 20, 8,4 км.

## История
Первые линии (1 и 4) Шэньчжэньского метрополитена были открыты одновременно 28 декабря 2004 года. 20 июня 2007 года линия 4 была продлена на одну станцию. К Летней Универсиаде 28 декабря 2010 года были открыты ещё 2 линии метрополитена (2 и 3). В 2009 году линия 4 продлена на 16 км в северном направлении. В 2010 году линия 1 продлена на 14 км и открыта линия 2 длиной 14,4 км. 22 июня 2011 открыта линия 5, 28 июня 2016 — линия 11, 28 октября 2016 пущены сразу две линии — 7 и 9.

## Подвижной состав
Основу вагонного парка составляют вагоны Movia 456 производства Bombardier. На обеих линиях используются 6-вагонные составы.

## Галерея
- Станция «Хуанбэйлин» (линия 2)
- Станция «Хуацяннань» (линия 7)
- Выход со станции «Мэйцзин» (линия 9)
- Эстакадная станция «Шацзин» (линия 11)
- Вход на станцию «Большой театр» (линии 1,2)
- Станция «Ливань» (линия 5)
- Станция «Чивань» (линия 5)
- Талисман метро Шэньчжэня - Тиэбао